# Вас викликає Таймир
«Вас викликає Таймир» (рос. «Вас вызывает Таймыр») — радянський комедійний телевізійний фільм 1970 року, режисера  Олексія Корєнєва, знятий за однойменною п'єсою  Олександра Галича і  Костянтина Ісаєва.

## Сюжет
В номер столичного готелю вселяються один за іншим різноманітні персонажі: постачальник Дюжиков (його-то час від часу і викликає по телефону Таймир), директор філармонії, дідусь-бджоляр і його внучка, яка мріє стати співачкою, геолог — закоханий (як йому здається, безнадійно) юнак. Персонажі змушені підмінювати один одного: постачальник Дюжиков зображує директора філармонії, директор філармонії вирішує проблеми геологічної експедиції й тому подібне. На цих підмінах і створеною ними плутаниною будуються основні комічні ситуації.

## У ролях
- Катерина Васильєва — чергова
- Юрій Кузьменков — Дюжиков
- Євген Стеблов — Андрій Миколайович Гришко
- Євген Весник — Іван Іванович Кірпічніков
- Зіновій Гердт — людина в картатому пальті
- Валентина Тализіна — Олена Миколаївна Попова, мама Люби
- Інна Макарова — Єлизавета Михайлівна Кірпічнікова
- Олена Корєнєва — Дуня Бабуріна
- Павло Павленко — дід Бабурін
- Світлана Старикова — Люба Попова
- Лариса Барабанова — міліціонер
- Микола Парфьонов — розгніваний чоловік
- Микола Романов — професор
- Єлизавета Нікіщіхіна — співачка
- Петро Колбасін — акомпаніатор
- Тетяна Гаврилова — танцівниця з філармонії
- Микола Романов — професор
- Ніна Агапова — співачка
- Олександра Дорохіна — жінка з дітьми

## Знімальна група
- Автор сценарію:  Олександр Галич,  Костянтин Ісаєв
- Режисер:  Олексій Корєнєв
- Оператор:  Сергій Зайцев
- Художник:  Леонід Платов
- Композитор:  Едуард Колмановський